# Веселин Чајкановић
Веселин Чајкановић (Београд, 28. март/9. април 1881 — Београд, 6. август 1946) био је српски универзитетски професор, филолог, етнолог, преводилац, историчар религије, митолог, официр и дописни члан СКА.

## Биографија
Рођен је као друго по реду од шесторо деце, од мајке Ане, рођене Лазић, родом из Јасенова у Банату и оца Николе, родом из Сарајева, по занимању занатлије. Отац је као члан револуционарне организације која се борила против Турака побегао 1868. године у Београд, у коме се настанио и засновао породицу и једно време обављао функцију секретара Београдске берзе.
По завршеној основној школи у Београду, уписао се у Прву мушку гимназију, која се у то време налазила у згради Капетан Мишиног здања. У истом здању су се налазиле и друге институције, као што су Велика школа (од 1905. Београдски универзитет), Министарство просвете, Народна библиотека, Народни музеј. У разреду са њим је било доста ђака који су касније постали истакнуте личности српске културне историје, међу њима и Петар Кочић. Наставни план и програм гимназије је тежиште поставило на изучавање језика, али су се у њој озбиљно учили и други предмети, тако да су ђаци из школе излазили са веома темељним образовањем. У гимназији је Чајкановић развио читав низ интересовања, а највише је заволео класичне језике. На полагању Велике матуре, уочио га је председник испитне комисије Павле Поповић, због одговора који су за тај узраст превазилазили уобичајени ниво.
Пошто је матурирао 1899, на Великој школи је студирао класичну филологију. Његови професори су били Милоје Васић и Никола Вулић, који су за ту област у Србији представљали пионире.
По завршетку студија у Београду 1903. године, као државни питомац, захваљујући тадашњем министру просвете Љубомиру Стојановићу (на иницијативу Павла Поповића), образовање је наставио у Немачкој. У Немачкој је био најпре у Лајпцигу (1903–1905), где је похађао предавања из класичне филологије код Бругмана, Хирта и Имиша, старословенски код Лескина и хебрејски код Крамера. Затим је прешао на Универзитет Лудвиг Максимилијан у Минхену, где је имао прилику да слуша Христа, Пелмана, Фолмера, а посебно Крузиуса и Крумбахера,  великог познаваоца византијске културе и средњовековне грчке литературе.
Докторирао је код Крумбахера у Минхену (1907), на тему античких пословица „Одабрана поглавља у паремиографским истраживањима” (лат. Quaestionum paroemiographicarum capita selecta), а његова докторска дисертација је наредне године објављена у Тибингену. 
Након завршеног школовања се вратио у Београд, где је краће време предавао латински језик у гимназији, а затим 1908. постао доцент за латински језик на Филозофском факултету, где је проучавао и предавао класичну филологију и етнологију.

### Први светски рат
Активно је учествовао у Балканским, као четник добровољац и у Првом светском рату.
Учествовао је у Бици на Конатици, на Солунском фронту, Кумановској бици, показавши војничку храброст и родољубиви дух.
Током Првог светског рата је учествовао неколико пута у одбрани Београда, а једне ноћи 1915, налазећи се на положају, након вести да Аустријанци прелазе Дунав је повређен пошто је пао улазећи у ров. Од те повреде се никада није сасвим опоравио.
Имао је чин резервног потпуковника Српске војске, и био водник, командир чете и командант батаљона у елитном VII пешадијском пуку првог позива „Краљ Петра I“. 
Тешко болесног од трбушног тифуса, војници су га на пренели преко Албаније. Одатле је евакуисан на Крф а затим у француску луку Бизерту у Тунису.
У Бизерти је са француским инжењером, поручником Албером Офором, објавио је Француско-српски речник, а потом и Граматику, лексикон, и водич за разговор, који су служили за комуникацију српских и савезничких војника. Са њим је основао и Штампарију српских инвалида, где су инвалиди обучавани типографском занату, како би по повратку у земљу имали од чега да зарађују, али и да објављује и бесплатно раздаје корисне српске књиге.
Издавао је и часопис „Напред”, с недељним књижевним додатком „Из старих ризница“ (1917−1918). Такође је покренуо и Библиотеку листа „Напред” у којој је од 1915–1918. године изашло двадесет пет књижица различите садржине, међу њима и неколико репортажа о животу наших избеглица и војника у Африци.
На Крфу, где је обављао функцију секретара за страну кореспонденцију у Дунавској дивизији (1916) и постао уредник „Српских новина“, које су имале додатак „Забавник“, у коме су током 1918. објављивани различити књижевни састави, али и научне студије. У Српским новинама је објавио неке од својих етнолошких радова („Из српског фолклора”, „Из српске религије и митологије”) и мемоарске записе („Успомене из Бизерте”), где је оставио детаље о животу српске емиграције, између осталог и топло гостопримство којим су Срби дочекани у Бизерти. Пратио је и рад војничких позоришта. Једно време је био на Солунском фронту, па је поново враћен на Крф где је дочекао крај рата.
По завршетку рата, ради студија је са Крфа је боравио у Паризу, па Лондону, са задатком да ради на српској пропаганди, а истовремено је тамошњим библиотекама је наставио рад на предратним истраживањима.

### Каријера
После рата је наставио да ради као професор и са колегама радио на обнављању Универзитета. Истовремено, једно време је вршио дужност управника Државне штампарије и начелника Одељења за вишу наставу Министарства просвете.
Године 1908. је постао доцент, 1919. ванредни, а 1922. редовни професор Филозофског факултета у Београду, на којем је руководио катедром за класичну филологију и предавао староримску књижевност и латински језик. Поред тога био је:
- члан Одбора за грађење Универзитетске библиотеке, као представник Филозофског факултета, све до 1941. године. Био је члан комисије која је, у Немачкој, на рачун репарација, набављала књиге и опрему за семинарске библиотеке и лабораторије. Да би се научним радницима олакшало информисање о стручној литератури која се у Београду може наћи у јавним и већим приватним библиотекама, предложио је оснивање Централног каталога Универзитета у Београду и по његовом оснивању постао његов управник.[20]
- његовим залагањем основан је Централни каталог стручне литературе Универзитета у Београду, чије седиште је после Другог светског рата, са Филозофског факултета премештено у зграду Универзитетске библиотеке и у њој се и данас налази.
- као хонорарни професор на првој години Богословског факултета, предавао је предмет Упоредна историја религија, од краја 1920.[4] пуних 35 семестара, до школске 1937/38. По његовом одласку, овај предмет се као самосталан више није предавао на том факултету[21]
- три пута је биран за декан Филозофског факултета Универзитета у Београду
- члан управе Српске књижевне задруге и Друштва Светог Саве,
- члан Главног просветног савета и комисије за полагање професорског испита
- председник Народног универзитета чији је оснивач био професор Никола Вулић.

#### Академик
За дописног члана Академије философских наука Српске краљевске академије, је изабран 18. фебруара 1922. године. Активно је радио у академији и у више наврата је био њен заступник на међународним скуповима у иностранству. Тако је учествовао на Међународном конгресу религијске историје, одржаном у Бриселу 1935.

### Други светски рат
Други светски рат га је затекао на месту декана Филозофског факултета.
Пред Априлски рат 1941, пошто је био резервни пешадијски потпуковник, требало је да поново буде активиран, као помоћник команданта једне пешадијске дивизије, али није стигао да се јави на дужност и ступи у ратна дејства, пошто је у међувремену дошло до расула услед капитулације.
Током рата у њихову вилу на Топчидеру је усељен немачки официр.
Као декан на факултету, током рата је настоји очува бар минимум континуитета у раду своје катедре, сматрајући да би у супротном министарство довело неког неподесног, а на старање му је предата и катедра за археологију, као и Музеј Винча, археолошки музеј Универзитета.
Упркос притиску, био је један од ретких професора, који су одбили да потпишу Апел српском народу.

### Смрт
Упркос томе што се током окупације часно и патриотски држао, након рата је био један од првих осуђеника Суда части, који је формирао Београдски универзитет са задатком да суди професорима који су се на Универзитету затекли 1941, а огрешили су се о народ или интерес Универзитета. Суд части који су чинили Павле Савић, Петар Матавуљ, Стеван Ђелинео, Борислав П. Стевановић, Душан Недељковић, Радомир Алексић, Тома Бунушевац и Милка Радоичић, удаљио га је са факултета још априла 1945.
Одлуком Министарства просвете Србије, Комисије за обнову Универзитета и Филозофског факултета од 26. јуна 1945. отпуштен је из службе. Потписници овог документа су били министар просвете Србије, Митра Митровић, председник Комисије за обнову Универзитета Стеван Јаковљевић и декан Филозофског факултета Борислав Стевановић. Истом одлуком изгубио је и поједина грађанска права, као што је гласачко, као и право на било какав приход. Укинуте су му све надлежности, а његове књиге су анатемисане. Против пресуда Суда части није било правног лека, а пресуда је била одмах и правоснажна и извршна.
Непосредно након што је примио одлуку Суда части, дошло је до разбуктавања латентног малигног обољења, његово здравствено стање се нагло погоршало, пао је у постељу и из ње није устао наредних 14. месеци, све до смрти августа 1946. године.
Последња четири месеца живота је водио дневник у коме је забележио тужна и потресна лична дешавања из којих се види да му је било најтеже што су његови најближи, жена и деца, морали да сносе тежину „греха” који је њему приписан и што су, да би преживели, били принуђени да распродају ствари из домаћинства, па и књиге из кућне библиотеке.
Иако је супруга Ружа молила пријатеље да нико не говори на његовом испраћају, како се не би експонирао и дошао под удар власти, на сахрани су говорили Миодраг Ибровац и његов бивши студент Богдан Рашић.
Сахрањен је у породичној гробници на Новом гробљу у Београду. Међутим, његови посмртни остаци су касније пребачени у заједничку гробницу, без обележја, након што је породична парцела на гробљу добила новог власника који је гробно место порушио.

## Приватни живот
Оженио се 26. маја 1921. са својом студенткињом романистике Ружом Живковић (1895–1972), из добростојеће, грађанске, чиновничке породице, најмлађом, шестом, ћерком Милана и Милке Живковић. Студије ипак није завршила, али је као образована особа помагала своме мужу и објавила неколико кратких приказа у „Прилозима за књижевност, језик, историју и фолклор”.
Имали су ћерку Марију, рођену 1927. и сина Николу рођеног 1928, који је студирао грађевину, али се због наслеђеног дара за језике, као полиглота бавио превођењем.
Живели су у Пушкиновој улици на Топчидеру, у приземној кући на четири воде, изграђеној по пројекту Дујама Гранића. Кућа је срушена 2012. године.

## Научна делатност
Његова научна делатност је обухватала три области:

### Класична филологија
Класична филологија је била његова основна научна област. Издавао је народне умотворине, писао уџбенике латинског језика, на којем је написао многе своје радове. Преводио је с класичних језика и био један од највећих светских експерата за класичне језике. Први превод и то с енглеског језика „Сеоски понос” од Ирвинга, је објавио још као студент Велике школе (1901). Први објављени текст који се бави античком књижевношћу, превод комедије Менехми Тита Макција Плаута датира још из периода његових студија у Немачкој (1905). Објављен је у Српском књижевном гласнику, а исте године у овом часопису је објавио и приказ Трбојевићевог превода Плаутове комедије „Хвалиша”. Међу његовим радовима из класичне филологије, нарочито се истичу радови о античким пословицама, књига „Вергилије и његови савременици”, објављеној поводом двехиљадугодишњице Вергилијевог рођења, у којој је приказао Вергилија, његов рад, његове најзначајније савременике, пријатеље и живот у Риму тог доба „О Зенобијевој збирци пословица и њеним изворима”, у којој је решено питање о изворима Зенобијеве збирке пословица, односно изворима Зенобијевих извора, преводи Плаутових комедија, превод и тумачење Тацитове „Германије”, у којој је дао објашњење многих појава, као што су шибање (као честа казна у римској војсци), учествовање бога-заштитника у борби, откривање груди, животињске и људске жртве, гатање по птицама, крвна освета и гостопримство и друге, и на коју се веома често позивао.
Латински је толико добро познавао да је поред превођења и неке своје веће радове писао на овом језику.
Први је од српских научника проучавао класичне изворе у баснама Доситеја Обрадовића и о томе објавио дело „О грчким и римским изворима Доситејевих басана” (1914), поводом стогодишњице Доситејеве смрти, у коме се бавио питањем односа грчих и римских писаца и Доситеја Обрадовића. Показао је да је Доситеј примио идеје грчких хуманиста и да је од класичних грчких писаца читао оне које су византијски критичари сматрали за добре, нарочито Плутарха. Као основа за његову збирку басана послужила је нека збирка Езопових басана, коју је допунио баснама других баснописаца старог и новог века. Овај рад је један од првих релевантнијих текстова у овој области код Срба.

### Фолклористика
Фолклористика, нарочито истраживања народних умотворина, песама и приповедака. На основу рукописних збирки Српске академије наука објавио је једну збирку приповедака с критичким напоменама и коментаром, док је за потребе школске наставе уредио једну коментарисану збирку приповедака. Радио је и на критичком издању Вукове збирке, фолклорна грађа из Вукове заоставштине коју је у Петроградској јавној библиотеци нашао Љубомир Стојановић.
Објавио је малу антологију народних песама, „Петнаест српских народних песама”, намењену широкој читалачкој публици.

### Стара српска религија и митологија
Бавио се византолошким питањима, али и низом других тема са овог подручја. Посебно је проучавао религију Срба пре примања хришћанства. За народна веровања се заинтересовао још док је радио на књизи „О Зенобијевој збирци пословица и њеним изворима”. Знање класичних језика и књижевности и упућеност у упоредне религије омогућили су му да протумачи нејасне појаве из српске религије и митологије и да приступи њиховој систематској реконструкцији.
Пошто у време када је започео своја истраживања није било поузданих извора, као полазиште је узимао народне умотворине и традиционална народна веровања. Уочио је да се на њима умногоме заснива и данашња религија. Наиме, управо на основу вере, уочио је хиљадугодишњи континуитет у постојању српског народа, с обзиром да је у својим елементима остала онаква, каква је била и у првим вековима примања хришћанства, налазећи да су неке српске религијске форме старије од античких, док су свадбени и погребни обичаји пренесени у непромењеном облику, још од бронзаног доба, да су у тесној вези са прастарим култом предака остали и најпопуларнији празници (Божић и Слава), као и најраспрострањенији обичаји (кумство и гостопримство), да су неки митови преношени с поколења на поколење, без већих измена, а неки су везивани за поједине историјске личности (Свети Сава, Милош Обилић, Марко Краљевић, Стеван Високи, Иван Црнојевић), док су функције главних паганских богова, а нарочито врховног бога, пренесене на најугледније хришћанске свеце (Свети Јован, Свети Никола, Свети Ђорђе и понајвише Свети Сава) или ђавола. Откривајући како се српски народ показао веома конзервативан у религијским схватањима, посебно у култу предака, као језгру своје религије, где је чак црквено светосавље прерадио у митско и многобожачко, дошао је од закључка да се српска религија углавном базира на паганској и да је ближа сујеверју него вери.
Открио је и утицаје не само паганства и хришћанства, него и много старијих система веровања, као што су преанимизам, анимизам и тотемизам, који су вековима остали очувани у народној религији.
Мада су се његови закључци о историји старе вере у извесној мери косили са ставовима догме Српске православне цркве, а ранији истраживачи народне традиције, као што су Милан Ђ. Милићевић и Стојан Новаковић су већ указали на то да су многи српски обичаји очувани из старина и да представљају драгоцен извор за проучавање оног периода културе, о коме нема других докумената, Чајкановић је оваква запажања претворио у своје основно истраживачко начело и својим радом на овом подручју се сврстао међу малобројне осниваче нових наука, заслуживши статус првог српског историчара религије.
Крајњи закључак његових студија је да се на основу заједничких елемената у религијама словенских народа може реконструисати религија Словена у њиховој прапостојбини, док се из заједничких елемената у религијама индоевропских народа могу одредити њихова веровања, док су били у заједници. Нажалост, обимна истраживања у овој области, није стигао да уобличи, због уклањања са Универзитета и преране смрти.
Његов покушај реконструкције читавог система старе српске религије и митологије представља прекретницу у проучавању српске паганске религије, као основе традиционалне духовне културе, а валоризација његових научних резултата је претпоставка сваког даљег проучавања овог важног аспекта народне духовне традиције.

## Наслеђе

### Заоставштина
Штампане књиге на 12.000 страна и део преостале рукописне грађе су на молбу његовог сина Николе пребачени у Народну библиотеку Србије, а други део рукописне грађе (докторска дисертација и припремни текстови из старе српске религије) се налази у Архиву САНУ.
Након његове смрти, он и његово научно дело су пали у заборав, а проучавање етнолошког наслеђа у новом друштву престало је да буде приоритет.
Тек седамдесетих година 20. века Чајкановићев студент, а затим и сам као професор, Војислав Ђурић је бројне Чајкановићеве расправе и чланке, који су између два светска рата објављени у домаћој периодици, приредио и објавио у књизи „Мит и религија у Срба” (1973).
Ђурић је затим објавио и Чајкановићев рукопис из Архива САНУ, „Речник српских народних веровања о биљкама” (1985). Први текст о значењима биљака у народном веровању Чајкановић је објавио о босиљку још 1935, а наредне 1936. је објавио и текстове о трну и глогу. Речник који је приредио Ђурић је садржао 215 азбучним редом поређаних јединица, о биљкама које су у религиозном веровању, култу и магијској пракси и народној медицини имали одређену улогу, коришћењем богате етнолошке грађе. Уз овај речник, који је објављен уз минималне интервенције, Ђурић је, користећи Чајкановићев принцип, саставио мањи речник са још 37 биљака и додао записе о бадњаку, запису, колачу, митском биљу, сеновитом дрвећу, сетви и табуираним биљкама, теме на које је Чајкановићев речник упућивао, али које оригинално нису биле посебно обрађене.
Одлучујући подухват је било приређивање „Сабраних дела из српске религије и митологије” (1994), у пет књига, која обухватају све раније објављене Чајкановићеве радове, као и „Стару српску религију и митологију”, дело које је Чајкановић оставио недовршено у рукопису, али из чијег се садржаја и сачуваних поглавља може видети да је требало да буде „велико финале” свих његових радова на реконструисању старе вере. Оно што није стигао да напише, представља велики губитак за српску етнологију.

### У његову част
Одликован је сребрном и златном Медаљом за храброст, Орденом белог орла с мачевима (1920), Орденом Светог Саве и француским орденом Легије части.
Од априла 2005, у насељу Медаковић III на Звездари у Београду, улица Падина је понела његово име.
Лаура Барна је 2012. објавила роман „Пад клавира”, која описује духовну атмосферу Сењака средином 20. века, а започиње рушењем његове породичне куће.

## Дела
За живота је објавио око триста библиографских јединица.
Уџбеници:
Његови високо вредновани уџбеници латинског језика за гимназије, засновани су на његовом изузетном знању језика, ерудицији, поузданим естетским мерилима и адекватном осећају за педагогију, постали су образац стручно и компетентно урађених уџбеника:
- „Извод из француске граматике” (1916)
- „Латинска читанка за шести разред“ (1927)
- „Латинска читанка за седми разред гимназије“ (1927)
- „Латинска читанка за осим разред гимназије“ (1928)
- „Латинска читанка за шести, седми и осми разред” (1928)
- „Преглед римске књижевности“ (1928), где говори о религијском карактеру најстарије поезије[48]
- „Преглед историје грчке књижевности“, за потребе универзитетске наставе остао у рукопису

Преводи:
Као врстан познавалац старогрчког и латинског преводио је дела Плутарха, Тацита, Вергилија, Светонија, Ливија, Фреда и других. Преводи су пропраћени сажетим коментарима, пуним корисних обавештења мање упућеним читаоцима.
- Херондине „Мимијамбе”, превод са старогрчког
- Плаутове комедије, преводи с латинског:
  - „Менехме” (1917)
  - „Тророги шешир” (1918)
  - „Аулуларија и Менехми” (1918)
  - „Одабране комедије” (1923)
- Тацитову „Германију” (1927) и бројне римске песнике.
- „Живот светога Саве” (1939), од Ивана Томка Мрнавића издатог у Риму 1630.[49]

Народна књижевност:
- „Женидба Максима Црнојевића : српска народна песма с коментаром” (1917), Библиотека „Напред” у Бизерти
- „Српске народне песме I : песме косовске” (1918), Библиотека „Напред” у Бизерти
- „Српске народне песме : песме митолошке” (1918) Библиотека „Напред” у Бизерти
- „Стара српска религија и митологија : чланци из речника и збирке пословица Вука Караџића : I текст” (1918) Библиотека „Напред” у Бизерти
- „Петнаест српских народних песама” (1925),[50] антологија
- „Српске народне приповетке” (1927), зборник који је приређивао две године. Посветио га је Ђорђу Поливки. За зборник је користио 29 рукописних збирака из Архива СКА, необјављене и већином непроучене грађе усмене књижевности, прикупљене у последњим деценијама 19. и првим деценијама 20. века, одабравши 212 приповедака од 1636, које су везане за мит и религију. Поделио их је на три дела. Први део чине приче о животињама, бајке, новеле, шаљиве приче. Други део чине скаске, легенде, веровања, примитивне приче, док су остале приче накнадно додате. Многе приповедака из овог зборника је употребио за своје радове о религији и митологији, и на тај начин их увео у науку.[51] Зборник садржи посебан део под насловом „Напомене о збиркама”, где је сваку од употребљених збирки подробно описао, наводећи библиографске белешке о сакупљачима, њиховим занимањима, месту живота и рада, годину приспећа збирке у Академију, оцену о квалитетима сакупљача, списком свих приповедака у свакој од прегледаних збирки с подробним садржајем приповедака које није уврстио у зборник, списком казивача, по имену, годинама старости, општини и месту. Посебан део зборника чине и Напомене о тексту, опсежан студијски приступ одабраним приповеткама, наводећи све расположиве до тада познате изворе на варијанте у домаћој и страној литератури.[52] Зборником је покрио и простор српске усмене прозе, који је Вуку Караџићу и његовим следбеницима остао непознат, међу њима простор некадашње Војне крајине (Кордун, Банија, Западна Славонија), са које потиче више од трећина одабраних приповедака.[53]
- „Антологија српских народних приповедака” (1929), садржи 217 приповедака: 42 из Вукове збирке, 49 из свог зборника „Српске народне умотворине”, а 126 из других извора (збирка Вука Врчевића, Босанска вила, Вила, Летопис Матице српске), распоређених у седам група: приче о животињама и басне, бајке, приповетке мушке, приповетке кратке (већином шаљиве), скаске, легенде, веровања.[54] Ова збирка је у другом издању објављена под насловом „Чудотворни прстен. Најлепше српске народне приповетке” (2001)
- „О постанку и развоју српске народне епске поезије” (1959), у Зборнику Матице српске за књижевност и језик. Песме је према садржини и циљу поделио у три групе: песме у славу предака (тужбалице и њима сличне), песме са епским мотивима (такође у славу предака, о смаку света, о нестанку јунака, о силаску у доњи свет) и песме са приповедним мотивима (бајке, новеле, скаске и легенде у епском стиху).[55]

Књиге о религији:
- „О Зенобијевој збирци пословица и њеним изворима” (1914)
- „У Бога су вунене ноге, а гвоздене руке” (1914)
- „О грчким и римским изворима Доситејевих басана” (1914), бави се питањем односа грчих и римских писаца и Доситеја Обрадовића.
- „Студије из религије и фолклора” (1924), студија која представља синтезу након тридесетогодишњег проучавања мита и религије, са преко 60 радова, које је назначио као „претходне”, односно оне који претходе великим синтезама. У њима је реконструисао део по део старинске српске вере, утврђујући првобитни вид и смисао разних религијских појава, које потичу и из најдубље прошлости, а које су и након примања хришћанства,[56] често непромењене запамћене у народним умотворинама и у обичајима српског народа до најновијега доба.[57]
- „Вергилије и његови савременици” (1930) објављена поводом 2.000 година од Вергилијевог рођења
- „О српском врховном богу” (1941). Дело је примљено на скупу Академије философских наука 18. децембра 1939, а штампано годину дана касније у оквиру Посебних издања СКА.[56] Издање је прошло незапажено, услед избијања Другог светског рата[15] Представља синтезу, која обухвата „претходне радове” (нарочито култ предака, Божић, слава и Свети Сава), извршена је реконструкција атрибута и функција српског врховног бога Дабога[15] и приказан је најважнији догађај у судару паганства и хришћанства пораз врховног бога, који је са својим великим боговима уступио место хришћанском Богу и његовим свецима, чиме је остварен главни циљ хришћанске цркве.[57] Међутим, он у народним предањима налази остатке старе вере.
- „Мит и религија у Срба - изабране студије” (1973)
- „Речник народног веровања о биљкама” (1985)
- „Сабрана дела из српске религије и митологије у пет књига” приредио Војислав Ђурић:
  - књига 1: „Студије из српске религије и фолклора 1910 – 1924” (1994)
  - књига 2: „Студије из српске религије и фолклора 1924 – 1942” (1994)
  - књига 3: „О врховном богу у старој српској религији” (1994)
  - књига 4: „Речник српских народних веровања о биљкама” (1994)
  - књига 5: „Стара српска религија и митологија” (1994), систематски преглед целокупне старе вере остао је недовршен у рукопису.[55]

Часописи:
Сарађивао је са многим часописима и листовима „Српски књижевни гласник“, где је објавио више чланака који су утицали на популаризацију и проширивање знања шире публике о античкој књижевности („О античким пословицама”, „О трагичном песништву и позоришту код Грка”, „О жени у Грка и Римљана”). Такође је сарађивао у листовима „Годишњица Николе Чупића“, „Босанска вила“, „Глас Српске краљевске академије“, „Прилози за књижевност, језик, историју и фолклор“, „Старинар“, „Јужнословенски филолог“, „Нова искра“, „Држава“, „Богословље“, „Забавник“, „Политика“, „Правда“.
Објавио је и више чланака у „Српском етнографском етнографском зборнику”.
Велики број његових студија остао је необјављен, иако су се већ налазиле припремљене за штампу.
Народна енциклопедија:
Био је сарадник у изради Народне енциклопедије, уредника Станоја Станојевића, где је обрадио теме из историје религије, неке у виду резимеа раније објављених радова и оних које је тек намеравао да обради:
- Књига I А—З (1926): аждаја, ала, анђео, баба, бабине, бабице, бадњак, Бадњи дан и Божић, балван, вампир, варица, ведогоња, вештица, вила, врачање, вук, гостопримство, Дабог, див, додоле, Дукљан - (цар) Дуклијан, душа, ђаво, Ђурђевдан, жаба, жртва, запис, змај, змија;
- Књига II И—М (1927): камен, капа, кашика, колач, коледа, кољиво, космогонија, култ мртвих;
- Књига III Н—Р (1928): „онај” свет, приповетке народне;
- Књига IV С—Ж (1929): слава (свети, крсно име), храмови, чесница